# Vozinha
Josimar Dias, vagy becenevén Vozinha (Mindelo, 1989. június 3. –) zöld-foki válogatott labdarúgó, jelenleg a Progresso játékosa.